# Palamulla
Palamulla – wieś w Estonii, prowincji Rapla, w gminie Rapla.